# Dewey (condado de Portage, Wisconsin)
Dewey es un pueblo ubicado en el condado de Portage en el estado estadounidense de Wisconsin. En el Censo de 2010 tenía una población de 932 habitantes y una densidad poblacional de 7,66 personas por km².

## Geografía
Dewey se encuentra ubicado en las coordenadas 44°38′30″N 89°34′36″O / 44.64167, -89.57667. Según la Oficina del Censo de los Estados Unidos, Dewey tiene una superficie total de 121.75 km², de la cual 116.08 km² corresponden a tierra firme y (4.66%) 5.67 km² es agua.

## Demografía
Según el censo de 2010, había 932 personas residiendo en Dewey. La densidad de población era de 7,66 hab./km². De los 932 habitantes, Dewey estaba compuesto por el 99.03% blancos, el 0.21% eran afroamericanos, el 0.21% eran amerindios, el 0.43% eran asiáticos, el 0% eran isleños del Pacífico, el 0% eran de otras razas y el 0.11% pertenecían a dos o más razas. Del total de la población el 0.32% eran hispanos o latinos de cualquier raza.